# Большая Вязовка (нижний приток Чапаевки)
Большая Вязо́вка — река в Самарской области, левый и крупнейший приток Чапаевки.

## Описание
Длина реки 73 км, площадь бассейна 782 км². Берёт начало в 4,5 км к западу от села Большая Дергуновка Большеглушицкого района на юго-западе возвышенности Средний Сырт (отрог Общего Сырта). От истока течёт немного на юго-запад, затем поворачивает на северо-запад и на север. В Красноармейском районе протекает через населённые пункты Александровка, Красноармейское, Любицкий и впадает в Чапаевку по левому берегу в селе Дергачи (116 км от устья).
Основные притоки (левые): Малая Вязовка (длина 22 км), Колдыбань, Осинки.
Гидрография
Река пересыхающая, с постоянным течением лишь на некоторых участках. В низовьях заболочена.
Территория водосбора — изрезанная балками слабохолмистая равнина с глинистыми/суглинистыми грунтами и степной растительностью. Густота речной сети — 0,15 км/км². Среднегодовой слой стока — 55 мм.
Верховья основных притоков соединены Куйбышевским обводнительно-оросительным каналом с реками бассейнов Чагры, Большого Иргиза и с Безенчуком.

## Данные водного реестра
По данным государственного водного реестра России относится к Нижневолжскому бассейновому округу, водохозяйственный участок реки — Чапаевка от истока до устья, речной подбассейн реки — подбассейн отсутствует. Речной бассейн реки — Волга от верхнего Куйбышевского водохранилища до впадения в Каспий.
Код объекта в государственном водном реестре — 11010001212112100008770.